# Rybitwa białoskrzydła
Rybitwa białoskrzydła (Chlidonias leucopterus) – gatunek średniego, wędrownego ptaka wodnego z rodziny mewowatych (Laridae).

## Występowanie
Lęgnie się na stepach i lasostepach Eurazji od nizin polskich po Mandżurię. Zamieszkuje pas od północnej części Półwyspu Apenińskiego przez Europę Środkową i Wschodnią, Syberię, Zabajkale po północną Mongolię i dorzecze Amuru. Zimuje w Afryce oraz pasie od Azji Południowej po Australię, Nową Gwineę i Nową Zelandię. Rozszerza swój zasięg na zachód, o czym świadczy zanotowana próba lęgu w 1996 r. we wschodnich Niemczech i 1997 r. w Danii. Na zimowiska wędruje od lipca do września przez Europę Wschodnią, kierując się na południe od Sahary. Wraca natomiast przez Zachodnią i Środkową Europę w kwietniu i maju.
Nie wyróżnia się podgatunków.
W Polsce nielicznie gnieździ się na wschodzie kraju (głównie na Bagnach Biebrzańskich, gdzie lokalne zmiany populacji mają znaczny wpływ na krajową liczebność tego ptaka) oraz na terenie Parku Narodowego „Ujście Warty”. Ich liczebność w zależności od danego roku może być bardzo różna, czasem dochodzi do masowych pojawów. Przeloty krajowej populacji w maju i sierpniu–wrześniu.

## Charakterystyka

### Cechy gatunku

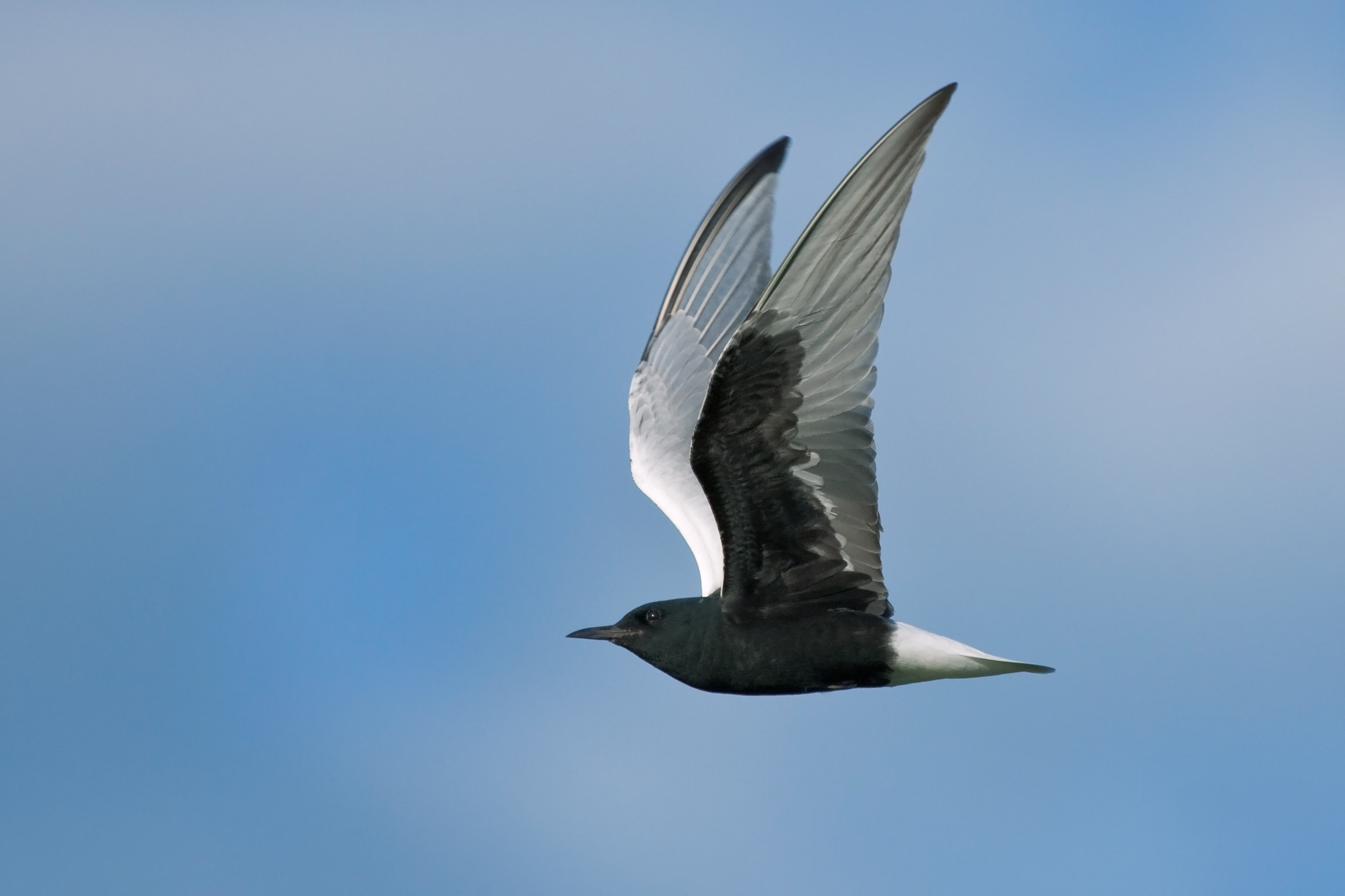
Ptak w szacie godowej w locie

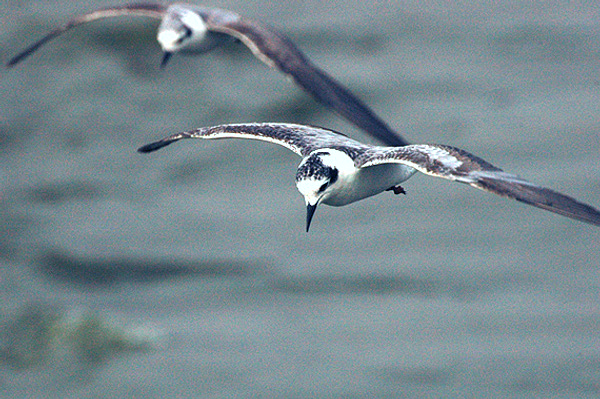
Ptak w szacie spoczynkowej w locie, Uganda

Rybitwa białoskrzydła jest większa od szpaka. Brak wyraźnego dymorfizmu płciowego. W szacie godowej ciało czarne poza podogoniem i ogonem, które są białe, pokrywy skrzydłowe, kuper i ogon białe, lotki popielate (pokrywy podskrzydłowe są czarne). Dziób i nogi czerwone. W szacie spoczynkowej ciało bieleje. Na głowie ciemna czapeczka, czoło białe. W tej szacie od rybitwy czarnej różni się brakiem ciemnej półobroży na karku. Nogi czerwone, dziób czarny, grzbiet i pokrywy skrzydłowe stają się popielate. Pierzenie do szaty spoczynkowej zaczyna się w czerwcu. Wtedy staje się podobna do rybitwy czarnej i białowąsej, ale widać u nich lekko kreskowany tył głowy, czarną plamkę uszną, a na bokach piersi nie ma plam. Osobniki młodociane przypominają dorosłe w szacie spoczynkowej, chociaż mają trójkątną plamę na grzbiecie, a całe pokrywy skrzydłowe są jaśniejsze i bardziej brunatne niż u rybitwy czarnej. Ich grzbiet kontrastuje z białym kuprem i ogonem.
Gdy leci, widać na skrzydłach czarne lotki. Podobna do rybitwy czarnej, ale jej upierzenie jest bardziej kontrastowe, ogon jest lekko wcięty i prawie prosty. 
Mimo że jest płochliwa, to nie ukrywa się i można ją znaleźć na odsłoniętych miejscach nad wodą. Podobnie jak inne rybitwy mało chodzi, a większą część czasu spędza w powietrzu. W czasie przelotów zbiera się w grupy liczące paręnaście osobników, wyjątkowo stada mogą dochodzić do setek.

### Średnie rozmiary i masa
długość ciała: 21–27 cm
rozpiętość skrzydeł: 55–65 cm
masa: 60–70 g

### Głos
Słychać jej szorstki krzyk „krek” lub „czr-re”.

## Biotop
Gniazduje na bagnach otoczonych łąkami, z oczkami otwartej wody oraz kępami wysokiej trawy, w płytkich strefach przybrzeżnych, na mokradłach, zabagnionych dolinach rzecznych, zbiorniki zaporowe porośnięte szuwarami i zalewanych łąkach. Zimą środowiska bardziej zróżnicowane, łącznie z jeziorami i zaroślami mangrowymi. W okresie lęgowym rybitwy są ściśle związane z wodą, ale w czasie przelotów mogą oddalać się od niej. Warto podkreślić, że wiele z nich nie oblatuje Sahary po jej obrzeżach, wybrzeżami Atlantyku czy Doliną Nilu, ale pokonuje ją, lecąc wprost ponad jej powierzchnią.

## Okres lęgowy

### Gniazdo
Na znajdujących się ponad lustrem wody kępach roślin, może tworzyć kolonie liczące do 100 osobników. Gniazdo może się unosić na kożuchu z roślin lub na roślinnych kępach i tworzyć płaski kopiec. Pary są monogamiczne. 

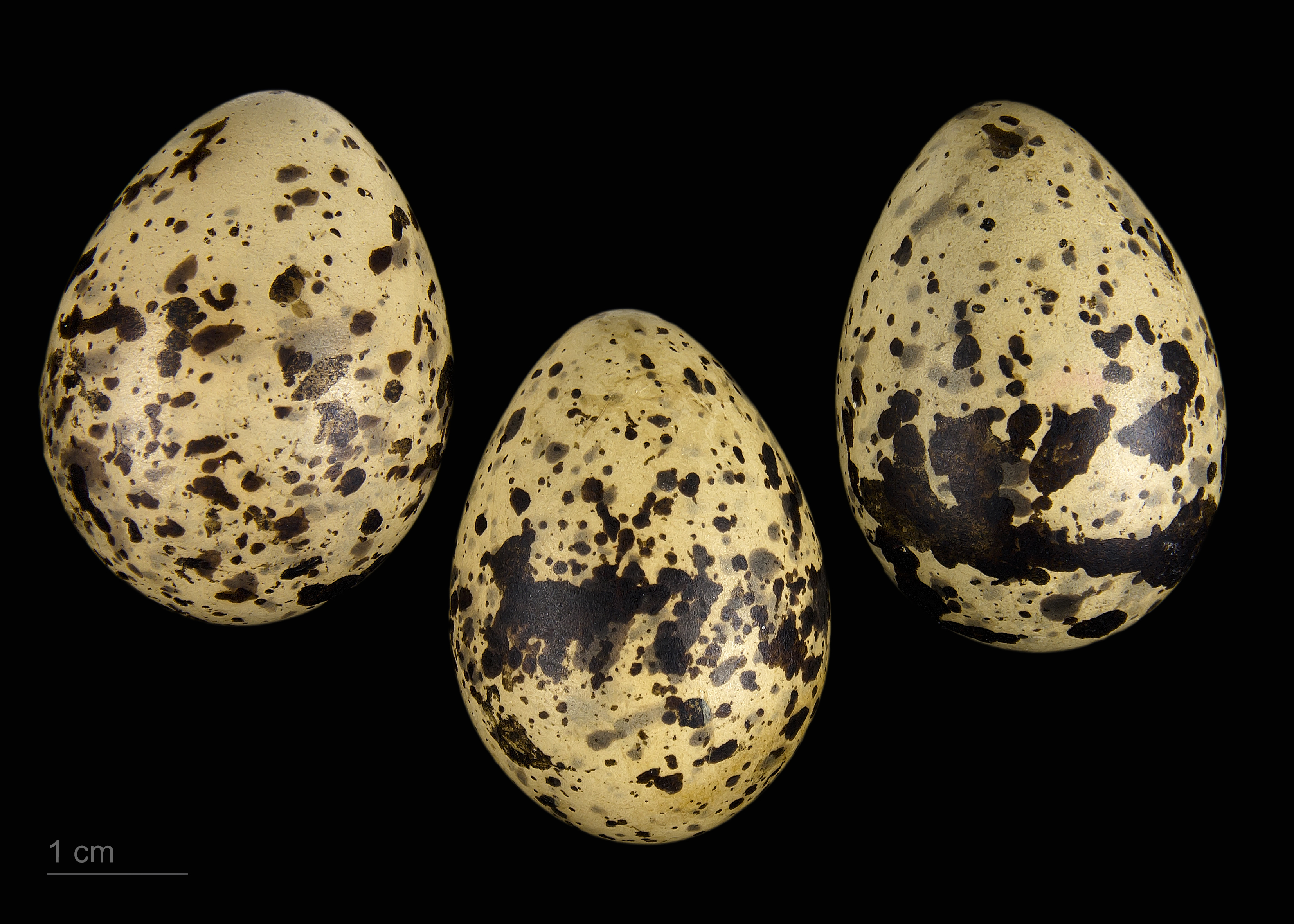
Jaja z kolekcji muzealnej

### Jaja
W ciągu roku wyprowadza jeden lęg, składając w kwietniu–sierpniu (w Polsce w maju) 2–3 jaja.

### Wysiadywanie
Jaja wysiadywane są od zniesienia pierwszego jaja przez okres 14–22 dni przez obydwoje rodziców. Pisklęta opuszczają gniazdo jedynie w przypadku niebezpieczeństwa. Zdolność do lotu zdobywają w wieku 3–4 tygodni.

## Pożywienie
Głównie owady i ich larwy, które może łapać w locie, oraz inne bezkręgowce jak pajęczaki, mięczaki, pierścienice, ale też żaby, kijanki i małe ryby do 5 cm.
Gdy poluje, trzepie skrzydłami podobnie jak jaskółka, lecąc nisko nad zbiornikiem lub łąką (2–3 m wysokości). Zawisa w locie i rzuca się na ofiarę, lecz raczej bez nurkowania. Żeruje często z rybitwami czarnymi. Zbiera owady znad powierzchni wody lub lądu.

## Status i ochrona
Międzynarodowa Unia Ochrony Przyrody (IUCN) uznaje rybitwę białoskrzydłą za gatunek najmniejszej troski (LC – least concern) nieprzerwanie od 1988 roku. Liczebność światowej populacji, według szacunków organizacji Wetlands International z 2015 roku, mieści się w przedziale 3,1–4,0 milionów osobników. Ogólny trend liczebności populacji uznawany jest za stabilny.
W Polsce jest objęta ścisłą ochroną gatunkową oraz wymagająca ochrony czynnej, dodatkowo obowiązuje zakaz fotografowania, filmowania lub obserwacji, mogących powodować płoszenie lub niepokojenie. Liczebność populacji lęgowej na terenie kraju w latach 2013–2018 szacowano na 300–5000 par. Liczebność tych ptaków w kolejnych latach podlega silnym fluktuacjom związanym ze stanem wód na rzekach. Na Czerwonej liście ptaków Polski rybitwa białoskrzydła sklasyfikowana została jako gatunek narażony (VU).